# Giải bóng đá Cúp Quốc gia 2005
Giải bóng đá Cúp Quốc gia 2005, tên gọi chính thức là Giải bóng đá Cúp Quốc gia Vilube 2005 (tiếng Anh: Vilube Cup 2005) vì lý do tài trợ, là mùa giải thứ 13 của Giải bóng đá Cúp Quốc gia do Liên đoàn bóng đá Việt Nam (VFF) tổ chức. Diễn ra từ ngày 22 tháng 1 đến 21 tháng 8 năm 2005, giải đấu bao gồm 24 câu lạc bộ đến từ hai giải chuyên nghiệp và hạng Nhất cùng tranh tài. Đội vô địch của mùa giải này sẽ tham dự trận tranh Siêu cúp Quốc gia 2005 và đại diện cho Việt Nam tham dự AFC Champions League 2006.
Gạch Đồng Tâm Long An đã giành chức vô địch sau khi đánh bại Mitsustar Hải Phòng với tỷ số 5–0 trong trận chung kết, qua đó trở thành câu lạc bộ đầu tiên trong lịch sử bóng đá Việt Nam đoạt cả hai chức vô địch V-League và Cúp Quốc gia của mùa giải 2005.

## Thể thức thi đấu
Khác với các giải đấu trước, giải lần này không có vòng chung kết giữa 8 đội mạnh nhất, thay vào đó các đội được bốc thăm thi đấu theo thể thức đấu loại trực tiếp một lượt trận cho đến hết giải. Nếu sau 90 phút thi đấu chính thức có tỉ số hòa, sẽ tiến hành đá luân lưu để xác định đội thắng (trừ trận chung kết đá tiếp hai hiệp phụ, trước khi tiến hành sút luân lưu nếu vẫn hòa). Hai đội thua ở bán kết được coi là đồng giải ba.

## Giải thưởng
| Thứ hạng/Vòng đấu | Tiền thưởng     |
| ----------------- | --------------- |
| Vòng 1            | 10.000.000 VNĐ  |
| Vòng 2            | 20.000.000 VNĐ  |
| Tứ kết            | 30.000.000 VNĐ  |
| Hạng ba           | 50.000.000 VNĐ  |
| Á quân            | 125.000.000 VNĐ |
| Vô địch           | 250.000.000 VNĐ |

## Vòng 1
11 đội hạng Nhất và 5 đội V-League có thứ hạng thấp ở mùa giải trước và mới lên hạng (Hải Phòng, Đà Nẵng, Delta Đồng Tháp, Hòa Phát Hà Nội và Thép Miền Nam Cảng Sài Gòn) sẽ thi đấu từ vòng này. Với tư cách đương kim á quân Cúp Quốc gia 2004, Thể Công đã được đặc cách vào vòng 2.
| Ngân hàng Đông Á Thép Pomina | 1–0      | Tiền Giang |
| ---------------------------- | -------- | ---------- |
| Vương Tiểu Đạt 2'            | Chi tiết |            |

| Hòa Phát Hà Nội                                                    | 3–0      | Thừa Thiên Huế |
| ------------------------------------------------------------------ | -------- | -------------- |
| - Võ Đức Lam 53' - Rogerio Correia 68' (ph.đ.) - Batista Silva 76' | Chi tiết |                |

| Halida Thanh Hoá                                        | 4–1      | Strata Đồng Nai |
| ------------------------------------------------------- | -------- | --------------- |
| - Hoàng Thanh Tùng ?', 20', 63' - Nguyễn Thành Dũng 75' | Chi tiết | Micovic Sridan  |

| Quảng Nam | 0–2      | Mitsustar Hải Phòng                              |
| --------- | -------- | ------------------------------------------------ |
|           | Chi tiết | - Nsengyiumva Julien 72' - Nguyễn Ngọc Thanh 85' |

| Khatoco Khánh Hoà              | 2–0      | Đà Nẵng |
| ------------------------------ | -------- | ------- |
| Hoàng Văn Tiến 72' · Felix 82' | Chi tiết |         |

| Tôn Hoa Sen Cần Thơ                         | 2–1      | Delta Đồng Tháp                 |
| ------------------------------------------- | -------- | ------------------------------- |
| Rymachuc Yaroslap 15' · Huỳnh Thanh Tân 87' | Chi tiết | Sydorenko Oleksandk 42' (ph.đ.) |

| Thép Miền Nam Cảng Sài Gòn               | 1–1                                 | Đá Mỹ Nghệ                                                                |
| ---------------------------------------- | ----------------------------------- | ------------------------------------------------------------------------- |
| Diachenko Yevgen 79'                     | Chi tiết                            | Thiện Ngôn 19'                                                            |
| Loạt sút luân lưu                        |                                     |                                                                           |
| - Diachenko - Văn Lợi - A Vỹ - Chí Thắng | 1–2 (có thể không phải thứ tự đúng) | Phạt đền hỏng · Phạt đền thành công · Phạt đền thành công · Phạt đền hỏng |

| An Giang | 0–1      | Bưu điện        |
| -------- | -------- | --------------- |
|          | Chi tiết | Nsoga Alain 75' |

## Vòng 2
| Thể Công Viettel | 0–1      | Khatoco Khánh Hoà |
| ---------------- | -------- | ----------------- |
|                  | Chi tiết | Lê Tấn Tài 76'    |

| Thanh Hoá | 0–1      | Pijco Sông Lam Nghệ An |
| --------- | -------- | ---------------------- |
|           | Chi tiết | Abia Kobedi 44'        |

| Mitsustar Hải Phòng   | 1–0      | Sông Đà Nam Định |
| --------------------- | -------- | ---------------- |
| Nguyễn Ngọc Thanh 69' | Chi tiết |                  |

| LG Hà Nội ACB | 0–2      | Hoà Phát Hà Nội                      |
| ------------- | -------- | ------------------------------------ |
|               | Chi tiết | Huỳnh Điệp 17' · Rogerio Correia 76' |

| Ngân hàng Đông Á Thép Pomina       | 2–3      | Hoa Lâm Bình Định            |
| ---------------------------------- | -------- | ---------------------------- |
| Niweat Siriwong 16' · Anh Kiệt 21' | Chi tiết | Manit 47', 77' · Văn Tâm 60' |

| Tôn Hoa Sen Cần Thơ    | 0–0      | Gạch Đồng Tâm Long An |
| ---------------------- | -------- | --------------------- |
|                        | Chi tiết |                       |
| Loạt sút luân lưu      |          |                       |
| - Benjamin - Minh Hưng | 5–6      | - Phi Thường          |

| Hoàng Anh Gia Lai                                    | 3–0      | Đá Mỹ Nghệ |
| ---------------------------------------------------- | -------- | ---------- |
| - Nguyễn Minh Hải 10' - Kiatisuk 50' - Minh Tiến 53' | Chi tiết |            |

| Becamex Bình Dương | 2–0      | Bưu điện |
| ------------------ | -------- | -------- |
| - Philani 34', 43' | Chi tiết |          |

## Vòng tứ kết
| Khatoco Khánh Hoà                                                    | 4–0      | Hoà Phát Hà Nội |
| -------------------------------------------------------------------- | -------- | --------------- |
| Felix 24' (ph.đ.), 27' · Tuấn Anh 50' (l.n.) · Nguyễn Anh Cường 90+' | Chi tiết |                 |

| Misustar Hải Phòng    | 1–0      | Pijco Sông Lam Nghệ An |
| --------------------- | -------- | ---------------------- |
| Nguyễn Khánh Hùng 75' | Chi tiết |                        |

| Gạch Đồng Tâm Long An                                | 3–3      | Hoa Lâm Bình Định                         |
| ---------------------------------------------------- | -------- | ----------------------------------------- |
| Carlos 9' (ph.đ.) · Antonio 41' · Ngọc Thanh 45+'    | Chi tiết | Sarayoot 19', 38', 50'                    |
| Loạt sút luân lưu                                    |          |                                           |
| Hoàng Thương · Như Thạch · Carlos · Santos · Antonio | 3–1      | Nirut · Minh Mính · Issawa · Thanh Phương |

| Becamex Bình Dương | 1–2      | Hoàng Anh Gia Lai |
| ------------------ | -------- | ----------------- |
| Kesley 38'         | Chi tiết | Vimon 3', 83'     |

## Vòng bán kết
| Khatoco Khánh Hoà                           | 0–0      | Mitsustar Hải Phòng              |
| ------------------------------------------- | -------- | -------------------------------- |
|                                             | Chi tiết |                                  |
| Loạt sút luân lưu                           |          |                                  |
| - Văn Phong - Maxwell - Đặng Đạo - Jonathan | 1–3      | - Văn Thành - Johnson - Abdallaa |

| Hoàng Anh Gia Lai | 0–4      | Gạch Đồng Tâm Long An                                                         |
| ----------------- | -------- | ----------------------------------------------------------------------------- |
|                   | Chi tiết | Antonio Carlos 34' · Phan Văn Tài Em 65' · Ngọc Thanh 71' · Võ Phi Thường 84' |

## Trận chung kết
| Gạch Đồng Tâm Long An                                       | 5–0      | Mitsustar Hải Phòng |
| ----------------------------------------------------------- | -------- | ------------------- |
| - Phan Văn Tài Em 12', 90+1' · Carlos 33', 42' · Tostao 85' | Chi tiết |                     |

| Vô địch Cúp Quốc gia 2005 Gạch Đồng Tâm Long An Lần thứ nhất |